# Lophocebus albigena
El mangabey de mejillas grises (Lophocebus albigena) es un primate de la familia Cercopithecidae que vive en los bosques de África Central. Viven desde Camerún hasta Gabón. El mangabey de mejillas grises un mono oscuro, parecido en figura a un babuino. Su pelaje denso es casi negro en su hogar en el bosque, con una mota ligeramente dorada alrededor del cuello. Casi no hay dimorfismo sexual; los machos sólo son un poco más grandes que las hembras.
El mangabey de mejillas grises vive en una variedad de hábitats en los bosques de África Central. Se cree que generalmente vive o en pantanos o bosques primarios, pero en algunas áreas se han encontrado de estos primates en bosques secundarios también. Algunos autores consideran que esta especie se restringe al follaje, sin embargo se han encontrado algunos individuos en el suelo del bosque para buscar comida. Se alimentan primariamente de frutas, específicamente de higos del género Ficus, alimentándose también de otras frutas según la temporada, así como también brotes, flores e insectos.
Esta especie vive en grupos de entre 5 y 30 individuos. Los grupos pueden tener un macho o varios, sin un macho dominante. Los machos jóvenes se van de la tropa una vez que alcanzan la etapa adulta, y se unen a otra, mientras que las hembras se quedan en la tropa en que nacen. Si la tropa se vuelve muy grande se divide. Enfrentamientos entre tropas no suelen ocurrir, ya que los mangabeyes usualmente evitan el contacto con otras tropas. Sus territorios ocupan varios kilómetros cuadrados de bosque, y pueden perfectamente traslaparse con los de otras tropas.
Se han reconocido históricamente tres subespecies de este mangabey. En el año 2007, Colin Groves elevó a las tres al nivel de especie, incluso diviviendo una (johnstoni) en dos especies.